# Gafanhoto-gigante-da-malásia
O gafanhoto-gigante-da-malásia (Macrolyristes corporalis) é um dos maiores insetos conhecidos, com 15 cm de comprimento e envergadura de asas de 25 cm.
É carnívoro, mas totalmente inofensivo para o homem. Pertence à família Tettigoniidae.